# Han van Dam
Han van Dam (Zaltbommel, 21 maart 1901 – Den Haag, 10 november 1975) was een Nederlands schilder en docent aan de Koninklijke Academie van Beeldende Kunsten te Den Haag.

## Opleiding en werk
Han van Dam was leerling van de Koninklijke School voor Nuttige en Beeldende Kunsten in Den Bosch  bij Piet Slager jr. en behaalde in 1924 de akte M.O. Tekenen. Daarna kreeg hij twee jaar les aan de Rijksakademie van beeldende kunsten te Amsterdam  van J.H. Jurres. Hij woonde en werkte o.a. in Zaltbommel, Den Bosch, Amsterdam, Laren (N.H.), Amsterdam en Den Haag.
In 1934 verkreeg Van Dam een aanstelling als docent aan de Nieuwe Kunstschool, zojuist opgericht door Paul Citroen en Charles Roelofsz. In 1939 werd hij docent Portrettekenen aan de Koninklijke Academie van Beeldende Kunsten in Den Haag. Hij was vriend en collega van Paul Citroen en leermeester van onder meer Freek van den Berg, Kees Bol, Cootje Horst, Maria Weber, Cor de Zwaan, Co Westerik en Peter Struycken.
Van Dam schilderde en tekende portretten, personen, stillevens en landschappen, in naturalistische trant. Als beeldend kunstenaar lag zijn diepste affiniteit bij de Franse schilderkunst. De postimpressionist Cézanne beschouwde Van Dam zelfs als zijn grote voorbeeld. Van Dam was lid van Pulchri Studio in Den Haag.

## Familie
Jean Paul Henri Mari Louis (Han) van Dam werd geboren op 21 maart 1901 te Zaltbommel. Hij was zoon van Margeritha Johanna Versteegh en Pieter Dirk van Dam. In 1928 trouwde Han van Dam met Bertha (Mopje) van Bruggen, dochter van het (gescheiden) schrijversechtpaar Kees en Carry van Bruggen. Carry’s tweede echtgenoot, dr. Adriaan Pit, tot 1917 directeur van het Rijksmuseum en lid van het bestuur van de Vereniging Rembrandt, kan in zekere zin als zijn mentor worden beschouwd. Na zijn scheiding van Van Bruggen in 1935 trouwde Han in 1939 met Henriëtte Frankfort, leidster van galerie De Kunstkelder in Amsterdam. Ook dit huwelijk werd door scheiding beëindigd. Na de oorlog sloot hij zijn derde en laatste verbintenis met Hanske de Jong. Han overleed op 10 november 1975 in Den Haag. Hun zoon Jan Jaap werd in 1951 in Den Haag geboren, hij overleed in 1998.

## Tentoonstellingen
Tot het tentoonstellen van zijn werk liet Han van Dam zich slechts dan bewegen, als hierop met klem door zijn omgeving was aangedrongen. Zijn eerst bekende tentoonstelling was in 1932 in Amsterdam. Zijn laatste tentoonstellingen waren:
- Pulchri Studio, 1974 (overzichtstentoonstelling)
- Pulchri Studio, 1980
- Stadskasteel Zaltbommel / voorheen Maarten van Rossummuseum, 1997
- Pulchri Studio, 2001

## Collecties
- Collectie Gelderland, Stadskasteel Zaltbommel

## Bestuursfuncties
- In april 1934  tot oktober 1940 was Han van Dam secretaris van De Onafhankelijken, een vereniging van beeldend kunstenaars in Amsterdam.
- In 1946 werd hij benoemd in het bestuur van de in dat jaar opgerichte Stichting der Nederlandse Kunstschilders
- In 1947 werd hij lid van de jury voor de Koninklijke Subsidie voor Vrije Schilderkunst (vanaf 2004 Koninklijke Prijs voor Vrije Schilderkunst). In die jury, waarvan hij geruime tijd het voorzitterschap bekleedde, heeft hij tot 1966 zitting gehad.

## Publicaties
- 2001 Karel Wagemans - Men moet volkomen zichzelf beluisteren. Een levensschets van de kunstschilder Han van Dam (1901-1975).